# دووریشته (شاباتس)
دووریشته (به صربی: Dvorište) یک منطقهٔ مسکونی در صربستان است که در شاباتس واقع شده‌است. دووریشته ۲۸۲ نفر جمعیت دارد.